# HKT48的炸牛蒡！
《HKT48的炸牛蒡！》（日語：HKT48のごぼてん!）是一個西日本電視台於2014年5月24日至2016年3月27日播出的綜藝節目，是以福岡為活動據點的女子偶像團體HKT48的冠名節目之一。於每週六中午12時播出半個小時的此節目是HKT48第一個常態性的日間冠名節目，由福岡當地的搞笑藝人雙人組傘兵部隊主持。

## 簡介
以「讓HKT48的成員們成為跟炸牛蒡烏龍麵一樣人見人愛的偶像」作為節目主旨，因此以「炸牛蒡」作為節目名稱。
節目的內容主要分為攝影棚內的段落，與一個稱為「來決定受愛戴的center吧！」（愛されセンター決めちゃってん！）的外景採訪單元。攝影棚內的段落是由傘兵部隊的兩人主持，在每集節目中由七名HKT48的成員出席參與，除此之外有時也會邀請其他的藝人前來擔任特別來賓，由成員們與特別來賓共同挑戰像是看影片猜謎或是實證網路話題新聞之類的活動。
除了上述的主要段落外，在每一集的片尾都有一個由指原莉乃主持的小單元「指原的烏龍麵」（さしのうどん），由指原扮演炸牛蒡烏龍麵攤的老闆，每集由一位不同的成員出席提出心中想要諮詢的疑問，並由指原邊煮麵邊回答問題。

## 主要單元
除了每集都有的外景單元「來決定受愛戴的center吧！」外，其他攝影棚內的單元是根據當週的節目流程選定一到數個進行。
來決定受愛戴的center吧！（愛されセンター　決めちゃってん！）
節目主要的外景單元，每次都是由一名藝人擔任外景記者，搭配二至三名HKT48的成員至九州各地的學校或具有代表性的在地知名企業拜訪，尋找各校或各公司的特色人物、事物或商品。
問答？三面記事（クイズ？三面記事）
挑選一些在九州各地的地方報章中出現的獨特新聞事件，將內容的一部份遮蔽，再以問答的方式要棚內成員與來賓猜出新聞內容的單元。猜對問題的成員可以獲得某種九州名產作為獎勵。
正經試一回看看！（マジ　1回やってみてん！）
找尋在外面流傳的傳言，實際在攝影棚內測試實證，並由成員們判斷該流言是否值得一試，或只是不做也罷的傳說。

## 演出人員
- 主持人：
  - 傘兵部隊（日语：パラシュート部隊 (お笑いコンビ)）：矢野PePe（矢野ペペ）與齊藤優（斉藤優）
- 主要演出：
  - HKT48
- 外景記者：
  - 山口宇史（搞笑二人組「EE男（日语：EE男）」成員）[2]
  - 阿部哲陽（搞笑二人組「檸檬茶（日语：レモンティー (お笑いコンビ)）」成員）
- 特別來賓
  - 堀內健（搞笑三人組「海王星」成員）[2]
  - 澤部佑（搞笑二人組「原市」成員）

## 節目內容
| 各集節目內容 | 各集節目內容   | 各集節目內容                                                           | 各集節目內容                 | 各集節目內容           | 各集節目內容           |
| 集           | 播出 日期      | 棚內演出成員                                                           | 外景訪問地點                 | 外景成員               | 指原的 烏龍麵 諮詢成員 |
| ------------ | -------------- | ---------------------------------------------------------------------- | ---------------------------- | ---------------------- | ---------------------- |
| 1            | 2014年 5月24日 | 兒玉遙、指原莉乃、田中美久、矢吹奈子、宮脇咲良、本村碧唯、森保圓       | 福岡工業大學附屬城東高等學校 | 淵上舞 本村碧唯 森保圓 | 兒玉遙                 |
| 2            | 5月31日        | 兒玉遙、指原莉乃、田中美久、松岡菜摘、矢吹奈子、多田愛佳、宮脇咲良     | 株式會社 關家具              | 朝長美櫻 宮脇咲良      | 田中美久               |
| 3            | 6月7日         | 指原莉乃、田中菜津美、田中美久、松岡菜摘、矢吹奈子、多田愛佳、宮脇咲良 | 自由丘高等學校 （）          | 坂口理子 植木南央      | 矢吹奈子               |
| 4            | 6月14日        | 兒玉遙、指原莉乃、田中菜津美、松岡菜摘、多田愛佳、本村碧唯、森保圓     | 茿紫女學園中學校、高等學校   | 兒玉遙 若田部遙        | 宮脇咲良               |
| 5            | 6月21日        | 兒玉遙、田島芽瑠、田中菜津美、田中美久、矢吹奈子、朝長美櫻、宮脇咲良   | 有限會社 友田商會            | 兒玉遙 山田麻里奈      | 本村碧唯               |
| 6            | 6月28日        | 兒玉遙、田島芽瑠、田中美久、矢吹奈子、松岡菜摘、宮脇咲良、本村碧唯     | 太宰府茿紫台高等學校         | 後藤泉 冨吉明日香      | 多田愛佳               |
| 7            | 7月5日         | 兒玉遙、田中菜津美、植木南央、朝長美櫻、淵上舞、本村碧唯               | Maruso產業 （マルソー産業）              | 淵上舞 村重杏奈        | 朝長美櫻               |
| 8            | 7月12日        | 穴井千尋、指原莉乃、田島芽瑠、田中美久、矢吹奈子、本村碧唯、森保圓     | 株式會社月星 （MoonStar）    | 本村碧唯 森保圓        | 穴井千尋               |
| 9            | 7月19日        | 指原莉乃、田島芽瑠、田中美久、矢吹奈子、山本茉央、植木南央、朝長美櫻   | 福岡縣立八女農業高等學校     | 山本茉央 植木南央      | 田島芽瑠               |
| 10           | 7月26日        | 植木南央、多田愛佳、冨吉明日香、朝長美櫻、淵上舞、本村碧唯、森保圓     | 日本奧美尼 （日本オムニグロー）              | 神志那結衣 松岡菜摘    | 神志那結衣             |

## 外部連結
- 節目官方網站（页面存档备份，存于）（西日本電視台）（日語）